# Talorgan I
Talorgan I, també conegut amb els noms de Talorg, Talorcan o Talorcan mac Enfret, va ser rei dels pictes del 653 al 657.
Era el fill gran del rei Eanfrith de Northumbria (593-617), futur rei de Bernícia (633-634). Va haver-se d'exiliar al territori dels pictes i dels escots durant el regne de l'usurpador Edwin (617-633). La mare de Talorgan va ser molt probablement Bebba, una princesa d'oriigen picte o bretó. El mateix Talorgan I s'hauria casat també amb una dama picta, potser la germana dels reis Gartnait mac Wid, Brude mac Wid i Talorg mac Wid.
Talorgan va arribar al tron el 653, a la mort de Talorc III. L'any següent va derrotar a Dúnchad mac Conaing, rey de Dál Riata, en una batalla a Strath Ethairt. S'ha suggerit que aquesta batalla pogués ser part de les campanyes contra els veïns hostils que tradicionalment marcaven els inicis dels regnats. Talorgan I era nebot dels dos poderosos reis de Northúmbria Osvald (634-641) i Oswiu (641-670), del que Beda el Venerable diu que "en la seva majoria d'edat va sotmetre i va fer tributaris als pictes". És probable que Tarlogan estigués sotmès a l'autoritat d'Oswiu.
El manuscrit de la Crònica picta dona a Talorgan mac Enfret un regnat de 4 anys. Els annals irlandesos informen de les següents efemèrides durant el seu regnat:
- 654 : La batalla de Raith Ethairt on Dúnchad mac Conaing i Congal mac Ronain (?) van ser assassinats per Talorgan.[4]
- 657 : Mort de Talorgan mac Enfret, rei dels Pictes.[5]